# 向量球
向量球（VECTOR BALL）是日本漫畫家雷句誠在週刊少年Magazine於2016年22˙23合併號開始連載的漫畫作品，至2017年16号第44话完结，全5卷。日本語版第1集於2016年7月15日發售。
內容講述擅長智力遊戲的主角米炊おかか與能用超能力放出巨大槍盾的群青新太對抗在高校中引發超常現象的思念體的故事。